# ئی‌پی‌ال
ئی‌پی‌ال (انگلیسی: EPH) شرکت برق در جمهوری چک است، که در سال ۲۰۰۹ تأسیس شد.